# مثلية الجنس/امرأة
مثلية الجنس/امرأة (1972؛ والإصدار الثاني عام 1991) هو كتاب تمت كتابته من قبل الناشطتين النسويتين والمدافعتين عن حقوق المثليين «ديل مارتن وفيليس ليون»، وفيه تناقش الكاتبتان ماذا الذي يعنيه حقًا أن تكون المثلية الجنسية  النسوية. هما يقدمان فيه وجهة نظر شخصية عن المثلية الجنسية الأنثوية مبنية على تجارب شخصية. صار الكتاب بعد ذلك واحدًا من الكتب المؤثرة بشدة وتم اعتباره كأحد النصوص النثرية التي تُصنَّف كعماد النشاط النسوي المرتبط بمثليات الجنس. واعتقد المُراجعون أن الكتاب بالفعل استفاد بشدة من التجارب الشخصية للقائمتان على كتابته بحكم كونهما مثليتا الجنس أيضًا، وبذلك تم التصديق على وجهات النظر النقدية المطروحة فيه والتي تنتقد علاج مثليات الجنس عن طريق المنظمات الدينية أو المتخصصة على حدٍ سواء.

## الملخص
يتم تقديم الكتاب من قبل القائمتان عليه على أنه دراسة نقدية متمحورة حول المثلية الجنسية الخاصة بالنساء، ومبنية على آراء شخصية. يحاولان فيه تقديم وإعادة بلورة الخبرات التي مررن بها مثليات الجنس ويرينها على أنها تشوّهات في الصعيد الطبي والعلمي على حد سواء. واعترفتا الكاتبتان بأن كتابهما ليس كتاب اعترافات صريح، ولا كتاب علمي رصين، لكنه كتاب مسطور من وجهة نظر شخصية مبنية على خبراتيهما في هذا المضمار. وبعيدًا عن الموضوعية والحيادية العلمية، في هذا الكتاب هما يناصرا حقوق مثليات الجنس، ويناقشا أنه يجب على المثليات أن يتحدثن عن أنفسهن، وليس عن طريق تلك الأُطر المعرفية الخاصة بالخبراء.
الكاتبتان هنا تناقشا أن التوجه الجنسي للمرأة ما هو إلا اختيار سياسي بحت. فهما عرفتا المرأة مثلية الجنس كالتالي: «هي امرأة في المقام الأول لديها توجه شَهوي، نفسي، عاطفي، واجتماعي تجاه فرد آخر من نفس جنسها، وهذا بالرغم من أن ذلك التوجه من الممكن ألّا يتم التصريح عنه بشكلٍ علنيّ.» هما يؤمنا أن العلاقات المثلية القائمة بين الإناث أكثر قابلية للتقبُّل بسبب غياب التعريف الفعلي للأدوار الجيندرية المعهودة فيها.